# Filisoma
Filisoma is een geslacht in de taxonomische indeling van de haakwormen, ongewervelde en parasitaire wormen die meestal 1 tot 2 cm lang worden. De worm behoort tot de familie Cavisomidae. Filisoma werd in 1928 beschreven door Harley Jones Van Cleave.